# كياسو

شعار البلدية

كياسو (Chiasso) بلدية تقع في مقاطعة ميندريسيو في كانتون تيسينو جنوب سويسرا.

## أعلام
- ماركو غراسي